# Атентат на Елизабету Баварску
Атентат на Елизабету Баварску је био атентат на аустријску царицу Елизабету Баварску. Елизабету је убио италијански анархиста Луиђи Лучени, на обали Женевског језера. Убио ју је оштром турпијом. Атентат се догодио 10. септембра 1898. Лучени је затим ухапшен и осуђен на доживотну робију. У својој ћелији је извршио самоубиство. Царица Елизабета је сахрањена у Царској крипти у Бечу.